# Coupe d'Europe des clubs champions de basket-ball féminin 1991-1992
Navigation
Saison précédente Saison suivante
La Coupe d’Europe des clubs champions de basket-ball féminin 1991-1992 est la saison courante de la Coupe d’Europe des clubs champions, compétition qui met aux prises les meilleurs clubs de basket-ball du continent européen.

## Équipes participantes
| 17 Nëntori Tirana BBC Etzella Ettelbruck BCSS Namur BV Den Helder Challes Savoie Basket DJK Agon 08 Düsseldorf CB Godella-Valence Dynamo Kiev | Elitzur Cellcom Holom Falcon Copenhague Galatasaray Lokomotiv Sofia MTK Budapest MTK Polfa Pabianice Olympias Neapoleos Nicosie Pussihukat Vantaa | SCP Ružomberok Societa Ginnestica Côme Arvika Basket Sporting Athènes Universitatea Cluj ŽKK Šibenik Jolly JBS |

## Play-offs

### Final Four
|  | Demi-finales      | Demi-finales      |               |    | Finale            | Finale            |
|  | Demi-finales      | Demi-finales      |               |    | Finale            | Finale            |
|  |                   |                   |               |    |                   |                   |
|  | Sam 25 mars ? - ? | Sam 25 mars ? - ? |               |    | Dim 26 mars ? - ? | Dim 26 mars ? - ? |
|  | Sam 25 mars ? - ? | Sam 25 mars ? - ? |               |    | Dim 26 mars ? - ? | Dim 26 mars ? - ? |
|  | Dorna Godella     | 87                |               |    | Dim 26 mars ? - ? | Dim 26 mars ? - ? |
|  | Dorna Godella     | 87                |               |    | Dim 26 mars ? - ? | Dim 26 mars ? - ? |
|  | Sporting Athènes  | 61                |               |    | Dim 26 mars ? - ? | Dim 26 mars ? - ? |
|  | Sporting Athènes  | 61                | Dorna Godella | 66 |                   |                   |
|  | Sam 25 mars ? - ? |                   | Dorna Godella | 66 |                   |                   |
|  |                   | Dynamo Kiev       | 56            |    |                   |                   |
|  | Dynamo Kiev       | Dynamo Kiev       | 56            | 85 |                   |                   |
|  | Dynamo Kiev       |                   |               | 85 |                   |                   |
|  | Côme              | 77                |               |    |                   |                   |
|  | Côme              | 77                | 3e place      |    |                   |                   |
|  |                   |                   |               |    |                   |                   |
|  | Dim 26 mars ? - ? |                   |               |    |                   |                   |
|  |                   |                   |               |    |                   |                   |
|  | Côme              | 80                |               |    |                   |                   |
|  | Côme              | 80                |               |    |                   |                   |
|  | Sporting Athènes  | 72                |               |    |                   |                   |
|  | Sporting Athènes  | 72                |               |    |                   |                   |

## Statistiques
- Meilleure marqueuse : -
- Meilleure rebondeuse : -
- Meilleure passeuse : -